# Rück-niltava
A Rück-niltava vagy azúrkék légykapó (Cyornis ruckii) a madarak (Aves) osztályának verébalakúak (Passeriformes) rendjébe, ezen belül a légykapófélék (Muscicapidae) családjába tartozó faj.

## Rendszerezése
A fajt Émile Oustalet francia zoológus írta le 1881-ben, a Siphia nembe Siphia ruckii néven.

## Előfordulása
Délkelet-Ázsiában, az Indonéziához tartozó Szumátra szigetén honos. Természetes élőhelyei a szubtrópusi vagy trópusi síkvidéki esőerdők.

## Megjelenése
Testhossza 17 centiméter.

## Természetvédelmi helyzete
Az elterjedési területe nagyon kicsi, egyedszáma 1–49 példány közötti és csökken. Ezt a fajt 1918 óta nem észlelték és a két ismert gyűjtőhelye közelében nem maradt erdő. A Természetvédelmi Világszövetség Vörös listáján súlyosan veszélyeztetett fajként szerepel.